# Lý Úc
Lý Úc (tiếng Trung: 李勖; ? – 270), là tướng lĩnh Đông Ngô thời Tam Quốc trong lịch sử Trung Quốc.

## Cuộc đời
Lý Úc không rõ quê quán, làm quan cho triều Tôn Hạo đến chức Thiếu phủ.
Năm 263, Lã Hưng nổi dậy ở Giao châu, dâng đất cho Tây Tấn. Đông Ngô nhiều lần cho quân sang hòng chiếm lại. Năm 268, Tôn Hạo cử Lý Úc làm Giám quân, cùng Đốc quân Từ Tồn xuất phát từ cửa biển Kiến An để hội quân cùng Ngu Dĩ, Tiết Hủ, Đào Hoàng đang đóng ở Hợp Phố.
Năm 269, Lý Úc lấy cớ đường đi không thuận lợi, cho người giết chết tướng dẫn đường là Phùng Phỉ, đem quân quay về. Sủng thần Hà Định trước đó từng thay con trai cầu hôn con gái Lý Úc, bị Úc cự tuyệt, vẫn ghi hận trong lòng. Nhân cơ hội này, Hà Định hướng Tôn Hạo tố giác, kết tội Lý Úc giết oan Phùng Phỉ, tự ý rút quân. Cả nhà Lý Úc bị xử tử, bản thân thi thể cũng bị đốt thành tro.
Sau khi Lý Úc bị giết, Lục Kháng dâng biểu tỏ vẻ bất mãn cùng thương tiếc, gọi Lý Úc cùng Lâu Huyền, Vương Phồn là “đương thế tú dĩnh, nhất thời hiển khí”, là nhân tài cần phải trọng dụng, giờ có hối hận cũng đã muộn.

## Trong sách sử Việt Nam
Trong sách An Nam chí lược của Lê Tắc, Lý Úc bị chép lầm là Lý Miễn (李勉), cùng Ngu Phiếm, Tiết Hủ, Đào Hoàng, Từ Tồn đánh bại quân Tấn. Trong sách Đại Việt sử ký toàn thư, tên Lý Úc bị chép thành Lý Đỉnh (李鼎), còn tên khác là Lý Húc (李勗), đã cùng Từ Tồn thành công hội quân ở Hợp Phố.